# Barnasjön, Halland
Barnasjön är en sjö i Falkenbergs kommun i Halland och ingår i Ätrans huvudavrinningsområde.